# Bernienville
Bernienville – miejscowość i gmina we Francji, w regionie Normandia, w departamencie Eure.
Według danych na rok 1990 gminę zamieszkiwało 239 osób, a gęstość zaludnienia wynosiła 31 osób/km² (wśród 1421 gmin Górnej Normandii Bernienville plasuje się na 666. miejscu pod względem liczby ludności, natomiast pod względem powierzchni na miejscu 487.).